# والودسیمیرز وویچیچوفسکی
والودسیمیرز وویچیچوفسکی (انگلیسی: Włodzimierz Wojciechowski؛ زادهٔ ۱۲ ژانویهٔ ۱۹۴۸) بازیکن فوتبال اهل لهستان است. او از سال ۱۹۷۲ تا ۱۹۷۳ در سه بازی برای تیم ملی فوتبال لهستان بازی کرد.